# Рейчел Стоянов
Рейчел Стоянов (англ. Rachel Stoyanov; нар. 2003, Лос-Анджелес, США)— болгарська та в минулому македонська гімнастка. Чемпіонка Європи в командній першості.

## Біографія
Народилась в Лос-Анджелесі, США. Має громадянство Болгарії та Північної Македонії. Живе в Софії, Болгарія, тренується в спортивному клубі "Левскі".  
З 2019 по 2021 роки виступала за Північну Македонію в особистій першості.
В 2022 році дебютувала в групових вправах за збірну Болгарії.

## Результати на турнірах
В особистій першості за збірну Північної Македонії
| Рік  | Змагання             | Команда | АП |  |  |  |  |
| ---- | -------------------- | ------- | -- |  |  |  |  |
| 2018 | Чемпіонат Європи     |         | 15 |  |  |  |  |
| 2019 | Кубок світу. Софія   |         | 48 |  |  |  |  |
| 2019 | Кубок світу. Баку    |         | 59 |  |  |  |  |
| 2019 | Чемпіонат Європи     |         | 42 |  |  |  |  |
| 2019 | Кубок світу. Пезаро  |         | 52 |  |  |  |  |
| 2019 | Чемпіонат світу      |         | 68 |  |  |  |  |
| 2020 | Чемпіонат Європи     |         | 16 |  |  |  |  |
| 2021 | Кубок світу. Баку    |         | 33 |  |  |  |  |
| 2021 | Чемпіонат Європи     |         | 23 |  |  |  |  |
| 2021 | Кубок світу. Ташкент |         | 28 |  |  |  |  |

В груповій першості за збірну Болгарії
| Рік  | Змагання         | Команда | ГП | 5 | 3 + 2 |
| ---- | ---------------- | ------- | -- | - | ----- |
| 2022 | Чемпіонат Європи | 1       | 4  | 4 | 6     |
| 2022 | Чемпіонат світу  |         | 1  | 8 | 1     |
| 2023 | Чемпіонат Європи | 1       | 1  |   |       |
| 2023 | Чемпіонат світу  | 1       | 12 |   | 5     |
| 2024 | Чемпіонат Європи | 1       | 1  | 4 | 8     |
| 2024 | Олімпійські ігри |         | 4  |   |       |